# Deepwater Pathfinder (schip, 1998)
De Deepwater Pathfinder was een boorschip dat in 1998 werd opgeleverd door Samsung Heavy Industries voor Reading & Bates Falcon en ConocoPhillips. Het was geschikt voor waterdieptes van 10.000 voet (3050 m) en was uitgerust met een dynamisch positioneringssysteem.
Met de Deepwater Pathfinder introduceerde R&B Falcon het eerste boorschip van de vijfde generatie, aanmerkelijk groter dan de vorige generaties en het tot dan toe grootste boorschip, de Glomar Explorer. Het schip was vooral groter vanwege de opslagcapaciteit van 100.000 vaten olie, wat het in staat stelt om uitvoerige puttesten uit te voeren. Naar hetzelfde Samsung / Reading & Bates 1000-ontwerp werden nog drie schepen gebouwd.
Het schip boorde de eerste boorput in 1999 voor ConocoPhillips en ontdekte daarmee in mei het Magnolia-veld. In 2001 werd R&B Falcon overgenomen door Transocean Sedco Forex dat daarmee ook de Deepwater Pathfinder in de vloot kreeg. In 2003 nam Transocean het 50%-aandeel in het schip over van ConocoPhillips.
Van 2004 tot 2009 boorde het schip voor de kust van Nigeria. Daar bleef het schip nadat het een contract van ruim twee jaar kreeg van Shell, waar het in april 2006 aan begon. Daarna werd het daar ingehuurd door Reliance Petroleum voor een periode van drie jaar. Daarna lag het enige tijd opgelegd bij Trinidad.
Van 2010 tot april 2015 werd het schip gechartered door Eni, in wat een moeizame verhouding. Het schip moest naar binnen voor reparaties en daarnaast werden er nieuwe overheidseisen gesteld aan de preventie-afsluiter (BOP) na de ramp met de Deepwater Horizon. Eni spande een rechtszaak aan tegen Transocean vanwege een vermeende wanprestatie van de Deepwater Pathfinder, maar Transocean stelde dat de lange reparatieperiode te wijten was aan de nieuwe overheidseisen en nieuwe eisen van Eni.
Na afloop van het contract met Eni was de markt verslechterd door de lage olieprijs en werd het schip opgelegd. In september 2017 werd besloten het schip te verkopen voor de sloop, samen met vijf andere schepen waarop Transocean in totaal 1,4 miljard dollar afschreef. In 2018 werd het schip gesloopt.

## Deepwater Pathfinder-serie
| Naam                 | Werf          | Jaar             | IMO-nummer |
| -------------------- | ------------- | ---------------- | ---------- |
| Deepwater Pathfinder | Samsung, 1220 | 1 september 1998 | 9173630    |
| Deepwater Frontier   | Samsung, 1231 | 1 maart 1999     | 9170224    |
| Deepwater Millennium | Samsung, 1255 | 30 april 1999    | 9180229    |
| Deepwater Discovery  | Samsung, 1300 | 25 juli 2000     | 9203679    |